# 粗茎秦艽
粗茎秦艽（学名：Gentiana crassicaulis）是龙胆科龙胆属的植物，为中国的特有植物。分布于中国大陆的甘肃、云南、青海、贵州、四川、西藏等地，生长于海拔2,100米至4,500米的地区，见于高山草甸、灌丛中、山坡草地、撩荒地、林下、山坡路旁以及林缘，目前尚未由人工引种栽培。

## 别名
粗茎龙胆（内蒙古大学学报）

## 外部連結
- 粗莖秦艽 Cujingqinjiao （页面存档备份，存于） 藥用植物圖像數據庫 (香港浸會大學中醫藥學院) （中文）（英文）
- 秦艽 Qinjiao （页面存档备份，存于） 中藥材圖像數據庫 (香港浸會大學中醫藥學院)